# Bychowo (województwo pomorskie)
Bychowo (kaszb. Bichòwò, niem. Bychow) – wieś kaszubska w Polsce położona w województwie pomorskim, w powiecie wejherowskim, w gminie Gniewino. Wieś jest siedzibą sołectwa Bychowo, w którego skład wchodzi również osada Bychówko.
W latach 1975–1998 miejscowość administracyjnie należała do województwa gdańskiego.
Inne miejscowości o nazwie Bychowo: Bychowo